# IndyCar Series 2005
Le championnat d'IndyCar Series 2005 a été remporté par le pilote britannique Dan Wheldon sur une Dallara-Honda du Andretti-Green Racing.

## Repères
- Le championnat est nettement dominé par les concurrents bénéficiant de moteurs Honda, et notamment les pilotes de l'écurie Andretti-Green Racing.
- Les succès de Dan Wheldon (vainqueur du championnat et des 500 Miles d'Indianapolis) sont en partis éclipsés par les coups d'éclat de la jeune femme pilote Danica Patrick qui permet de développer la visibilité médiatique du championnat face à son rival Champ Car depuis la scission de 1996.
- Championnat "tout ovale" depuis sa création, l'IndyCar Series effectue en 2005 ses premières apparitions sur des circuits routiers temporaires (St. Petersburg, en Floride) et permanents (Sonoma en Californie, et Watkins Glen dans l'État de New-York).

## Courses de la saison 2005
| Date         | Course                             | Circuit                          | Vainqueur         | Voiture           | Écurie                |
| 6 mars       | Toyota Indy 300                    | Homestead-Miami Speedway         | Dan Wheldon       | Dallara-Honda     | Andretti Green Racing |
| 19 mars      | XM Satellite Radio Indy 200        | Phoenix International Raceway    | Sam Hornish Jr.   | Dallara-Toyota    | Team Penske           |
| 3 avril      | Honda Grand Prix of St. Petersburg | St. Petersburg                   | Dan Wheldon       | Dallara-Honda     | Andretti Green Racing |
| 30 avril     | Indy Japan 300                     | Twin Ring Motegi                 | Dan Wheldon       | Dallara-Honda     | Andretti Green Racing |
| 29 mai       | Indianapolis 500                   | Indianapolis Motor Speedway      | Dan Wheldon       | Dallara-Honda     | Andretti Green Racing |
| 11 juin      | Bombardier Learjet 500             | Texas Motor Speedway             | Tomas Scheckter   | Dallara-Chevrolet | Panther Racing        |
| 25 juin      | SunTrust Indy Challenge            | Richmond International Raceway   | Hélio Castroneves | Dallara-Toyota    | Team Penske           |
| 3 juillet    | Argent Mortgage Indy 300           | Kansas Speedway                  | Tony Kanaan       | Dallara-Honda     | Andretti Green Racing |
| 16 juillet   | Firestone Indy 200                 | Nashville Speedway               | Dario Franchitti  | Dallara-Honda     | Andretti Green Racing |
| 24 juillet   | ABC Supply Company A. J. Foyt 225  | Milwaukee Mile                   | Sam Hornish Jr.   | Dallara-Toyota    | Team Penske           |
| 31 juillet   | Firestone Indy 400                 | Michigan International Speedway  | Bryan Herta       | Dallara-Honda     | Andretti Green Racing |
| 14 août      | AMBER Alert Portal Indy 300        | Kentucky Speedway                | Scott Sharp       | Dallara-Honda     | Fernandez Racing      |
| 21 août      | Honda Indy 225                     | Pikes Peak International Raceway | Dan Wheldon       | Dallara-Honda     | Andretti Green Racing |
| 28 août      | Argent Mortgage Indy Grand Prix    | Infineon Raceway                 | Tony Kanaan       | Dallara-Honda     | Andretti Green Racing |
| 11 septembre | Peak Antifreeze Indy 300           | Chicagoland Speedway             | Dan Wheldon       | Dallara-Honda     | Andretti Green Racing |
| 25 septembre | Watkins Glen Indy Grand Prix       | Watkins Glen                     | Scott Dixon       | Panoz-Toyota      | Chip Ganassi Racing   |
| 16 octobre   | Toyota Indy 400                    | California Speedway              | Dario Franchitti  | Dallara-Honda     | Andretti Green Racing |

## Classement des pilotes
| Classement | Pilote             | Pays               | Voiture           | Écurie            | Nombre de points |
| ---------- | ------------------ | ------------------ | ----------------- | ----------------- | ---------------- |
| 1er        | Dan Wheldon        | Royaume-Uni        | Dallara-Honda     | Andretti-Green    | 628              |
| 2e         | Tony Kanaan        | Brésil             | Dallara-Honda     | Andretti-Green    | 548              |
| 3e         | Sam Hornish Jr.    | États-Unis         | Dallara-Toyota    | Penske            | 512              |
| 4e         | Dario Franchitti   | Royaume-Uni        | Dallara-Honda     | Andretti-Green    | 498              |
| 5e         | Scott Sharp        | États-Unis         | Dallara-Honda     | Fernandez         | 444              |
| 6e         | Hélio Castroneves  | Brésil             | Dallara-Toyota    | Penske            | 440              |
| 7e         | Vitor Meira        | Brésil             | Panoz-Honda       | Rahal-Letterman   | 422              |
| 8e         | Bryan Herta        | États-Unis         | Dallara-Honda     | Andetti-Green     | 397              |
| 9e         | Tomas Scheckter    | Afrique du Sud     | Dallara-Chevrolet | Panther           | 390              |
| 10e        | Patrick Carpentier | Canada             | Dallara-Toyota    | Cheever           | 376              |
| 11e        | Alex Barron        | États-Unis         | Dallara-Toyota    | Cheever           | 329              |
| 12e        | Danica Patrick     | États-Unis         | Panoz-Honda       | Rahal-Letterman   | 325              |
| 13e        | Scott Dixon        | Nouvelle-Zélande   | Panoz-Toyota      | Ganassi           | 321              |
| 14e        | Kosuke Matsuura    | Japon              | Panoz-Honda       | Aguri-Fernandez   | 320              |
| 15e        | Buddy Rice         | États-Unis         | Panoz-Honda       | Rahal-Letterman   | 295              |
| 16e        | Tomáš Enge         | République tchèque | Dallara-Chevrolet | Panther           | 261              |
| 17e        | Roger Yasukawa     | États-Unis         | Dallara-Honda     | Dreyer & Reinbold | 246              |
| 18e        | Ed Carpenter       | États-Unis         | Dallara-Toyota    | Vision            | 244              |
| 19e        | Ryan Briscoe       | Australie          | Panoz-Toyota      | Ganassi           | 232              |
| 20e        | A.J. Foyt IV       | États-Unis         | Dallara-Toyota    | Foyt              | 231              |
| 21e        | Darren Manning     | Royaume-Uni        | Panoz-Toyota      | Ganassi           | 186              |
| 22e        | Jimmy Kite         | États-Unis         | Dallara-Toyota    | Hemelgarn         | 163              |
| 23e        | Buddy Lazier       | États-Unis         | Dallara-Chevrolet | Panther           | 140              |
| 24e        | Jaques Lazier      | États-Unis         | Panoz-Toyota      | Ganassi           | 81               |
| 25e        | Jeff Bucknum       | États-Unis         | Dallara-Honda     | Dreyer & Reinbold | 63               |
| 26e        | Giorgio Pantano    | Italie             | Panoz-Toyota      | Ganassi           | 48               |
| 27e        | Paul Dana          | États-Unis         | Dallara-Toyota    | Hemelgarn         | 44               |
| 28e        | Sébastien Bourdais | France             | Panoz-Honda       | Newmann/Haas      | 18               |
| 29e        | Adrián Fernández   | Mexique            | Panoz-Honda       | Fernandez         | 16               |
| 30e        | Felipe Giaffone    | Brésil             | Dallara-Toyota    | Foyt              | 15               |
| 30e        | Townsend Bell      | États-Unis         | Dallara-Chevrolet | Panther           | 15               |
| 32e        | Thiago Medeiros    | Brésil             | Dallara-Honda     | Dreyer & Reinbold | 12               |
| 33e        | Richie Hearn       | États-Unis         | Panoz-Chevrolet   | Sam Schmidt       | 10               |
| 34e        | Kenny Brack        | Suède              | Panoz-Honda       | Rahal-Letterman   | 10               |
| 35e        | Jeff Ward          | États-Unis         | Dallara-Toyota    | Vision            | 10               |
| 36e        | Bruno Junqueira    | Brésil             | Panoz-Honda       | Newmann/Haas      | 10               |
| 37e        | Marty Roth         | Canada             | Dallara-Chevrolet | Roth              | 10               |
| 38e        | Larry Foyt         | États-Unis         | Dallara-Toyota    | Foyt              | 10               |

Sur fond vert, le meilleur débutant de l'année (rookie of the year). À noter que certains pilotes débutants en IRL mais possédant déjà une expérience en CART (le cas de Patrick Carpentier par exemple) n'avaient pas le statut de "rookie" et ne pouvaient prétendre au trophée du meilleur débutant.